# Erginoides punctatus
Erginoides punctatus is een hooiwagen uit de familie Cosmetidae.